# Edificio Federal David W. Dyer y Palacio de Justicia de los Estados Unidos
Edificio Federal David W. Dyer y Palacio de Justicia de los Estados Unidos (en inglés: David W. Dyer Federal Building and United States Courthouse) es un edificio histórico ubicado en Miami, Florida.  Edificio Federal David W. Dyer y Palacio de Justicia de los Estados Unidos se encuentra inscrito  en el Registro Nacional de Lugares Históricos desde el 14 de octubre de 1983.

## Ubicación
Edificio Federal David W. Dyer y Palacio de Justicia de los Estados Unidos se encuentra dentro del condado de Miami-Dade en las coordenadas 25°46′38″N 80°11′34″O / 25.777222, -80.192778.